# Allophylus haitiensis
Allophylus haitiensis är en kinesträdsväxtart som beskrevs av Radlk. & Ekman. Allophylus haitiensis ingår i släktet Allophylus och familjen kinesträdsväxter. Inga underarter finns listade i Catalogue of Life.